# Soul of Addis
Albums de Mahmoud Ahmed
Erè Mèla Mèla
(1975)
Soul of Addis est un album du chanteur éthiopien Mahmoud Ahmed paru en 1997 sur le label Earthworks de Virgin Records. Premier album depuis vingt ans, il est le fruit du succès et de la redécouverte en Occident du « groove éthiopien » à la fin des années 1980.

## Historique
Cet album est le quatrième de Mahmoud Ahmed publié en 1995, soit vingt ans après Erè Mèla Mèla (1975). Cette absence d'édition d'albums est à mettre en perspective avec l'arrivée au pouvoir en 1974 de Mengistu Haile Mariam et l'instauration jusqu'en 1991 d'une dictature militaire qui empêcha la production et l'édition musicales. Après la chute du régime, et à la suite du succès en Occident de la réédition en 1986 d'Erè Mèla Mèla, sous l'impulsion de Francis Falceto, sur le label Crammed Discs, Mahmoud Ahmed décide d'enregistrer un nouvel album de ses chansons des années 1980 qui, jouées à Addis-Abeba dans les clubs et hôtels, n'avaient cependant pas connues d'enregistrements officiels.

## Titres de l'album
1. Titesh (« Ne t'inquiète pas, oubli ») - 5:48
2. Bey tirigne (« Appelle-moi ») - 5:31
3. Abet (« Oui, s'il te plait ») - 5:44
4. Bechayen befiker (« Seul et amoureux ») - 6:02
5. Ene berdognal (« Je suis tout seul ») - 7:20
6. Tenbelel loga (« Bien et jeune ») - 5:32
7. Nafkot (« Nostalgie ») - 6:45
8. Selam (« Paix ») - 5:11
9. Amesginalehu (« Merci ») - 7:48
10. Yedetnesh (« Tu es à moi ») - 5:28

## Musiciens ayant participé à l'album
- Mahmoud Ahmed : chant
- Neguse Asefer : saxophone ténor
- Elias Bèqèlè : percussions
- Mulugeta Jiru : claviers
- Girma Wolde Michael : saxophone ténor
- Bibisha Teferi : guitare
- Fasil Wuhib : basse

## Réception critique
La base de données AllMusic accorde en 2005 une note de 4⁄5 considérant que cet album de Mahmoud Ahmed est « simplement un grand disque avec du matériel varié, un jeu fort, un grand chanteur à son sommet. »